# Nancy (Oliver Twist)
Nancy è un personaggio letterario nato dalla fantasia di Charles Dickens. Nel romanzo Le avventure di Oliver Twist è la sfortunata amante del criminale Bill Sikes.

## Primi anni di vita
Nancy viene portata sulla strada del crimine già all'età di 6 anni da Fagin, un ladro ricettatore di beni rubati che persuade i ragazzini sbandati di Londra a seguirlo nei suoi loschi traffici. La sua esatta età non viene mai menzionata nel libro, comunque è chiaramente una prostituta da dodici anni, quindi nelle versioni cinematografiche del romanzo è sempre rappresentata sui 20-25 anni. Nancy fa parte della banda di Fagin, anche se sembra non esserne entusiasta. Dopo che Oliver viene arrestato ingiustamente per furto, Bill e Fagin si rivolgono a lei, mandandola ad assistere al processo del ragazzo presso il commissariato di polizia, per assicurarsi che il bambino taccia e non li metta nei guai denunciandoli. «Non ti conosce nessuno laggiù» le dicono per convincerla ad andare. In un primo momento lei si rifiuta, poi, presumibilmente per amore di  Bill, accetta e si reca alla caserma. Nancy lavora in un pub come cameriera, beve parecchio, e come secondo lavoro si prostituisce. Queste sono le parole che usa Dickens per descriverla alla sua prima apparizione nel romanzo: 

## Psicologia del personaggio
A differenza degli altri personaggi positivi di Oliver Twist, Nancy non è completamente buona, ha dei lati oscuri diventando un personaggio con maggiore profondità di altri e a tutto tondo, non completamente buono o cattivo: è combattuta tra la dedizione verso Bill e il richiamo della sua coscienza; è una donna di malaffare dedita al furto e al meretricio, corrotta dagli anni passati nel vizio, altra esecutrice di base di Fagin e Bill Sykes ma allo stesso tempo si preoccupa per Oliver in maniera così appassionata che finisce per essere uccisa a causa di ciò. 
Nancy non possiede il poco credibile immacolato candore di Rose Maylie, ma proprio per questo la sua psicologia è più affascinante e complessa.

## La sua tremenda morte

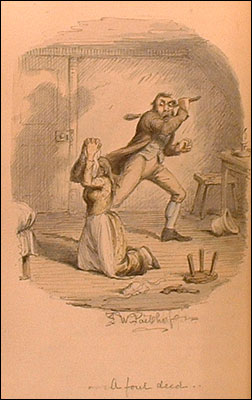
Illustrazione di F.W. Pailthorpe raffigurante l'omicidio di Nancy (1886)

Nancy viene picchiata a morte da Bill perché creduta erroneamente responsabile di averlo "venduto" al nemico, quando invece stava tentando di non coinvolgerlo nella questione del rapimento di Oliver. Nancy che si dimostra molto protettiva nei confronti di Oliver e dimostra un grande senso di maternità verso di lui proteggendolo come può, cerca in tutti i modi di non farlo rapire una seconda volta dal clan di Fagin, dopo che il bambino aveva finalmente trovato rifugio nella residenza della famiglia Maylie, che peraltro Bill aveva in precedenza tentato invano di svaligiare. Ed è sempre lei che fornisce a Rose Maylie e a Mr. Brownlow, i benefattori di Oliver, informazioni circa il fratellastro malvagio di lui Monks in combutta con Fagin. Nancy si adopera affinché Bill sia lasciato fuori dalla faccenda dato che è quasi follemente innamorata di lui, dicendo che sarebbe stata capace di finire sulla forca al suo posto; ma Fagin nel frattempo, sospettando qualcosa, l'ha fatta seguire da una sua spia, e venuto a conoscenza del piano, infuriatosi, racconta tutto a Bill, naturalmente omettendo di riportare le premure di Nancy verso di lui e ben sapendo che questo avrebbe voluto dire condannare a sicura morte la ragazza. Infine, è proprio il suo omicidio e la conseguente morte di Bill il suo assassino, che porta definitivamente alla rovina la banda di Fagin.

### Differenze tra romanzo e musical
Nel musical Oliver!, il personaggio di Monks non appare nemmeno, e Oliver è ancora tra le grinfie della banda quando Nancy tenta di aiutarlo. Promette di riportare Oliver a Mr. Brownlow sul ponte di Londra a mezzanotte, se Brownlow verrà all'appuntamento da solo e senza soldati.Bill teme che la ragazza gli nasconda qualcosa, di nascosto segue lei e Oliver fino al ponte, e poi la uccide dopo aver creduto che lo stesse tradendo. Come nel romanzo, ciò porta alla distruzione della banda di Fagin, anche se lo stesso Fagin riesce a scappare e a differenza del libro, non è complice dell'omicidio di Nancy e, in una nuova scena appositamente scritta per il musical, disgustato dal gesto, urla a Bill«Non avresti dovuto farlo!».
Nancy viene truicidata nella sua abitazione nel romanzo, e anche in tutte le versioni cinematografiche del libro, eccetto che nel musical del 1968 e nella riduzione televisiva britannica del 1997.
Il suo personaggio rappresenta la convinzione di Dickens, secondo la quale, un essere umano, anche se emarginato e scansato dalla società, può ancora conservare qualcosa di buono dentro di sé. Dickens, infine, si difese dalle critiche piovutegli addosso all'epoca per aver incluso nel romanzo una prostituta, scrivendo nella prefazione al romanzo, quando fu pubblicato a puntate, che aveva voluto mostrare il crimine in tutta la sua “deformità”.
Nancy è uno dei primi esempi in letteratura della tipologia del personaggio della “prostituta con un cuore d'oro” — lo stereotipo tragico della donna caduta in disgrazia che passa la sua misera esistenza in mezzo al crimine e al vizio, ma che conserva ancora un animo nobile e compassionevole.

## Curiosità
- I gradini della scalinata che porta al London Bridge, ai piedi della quale, nel musical Oliver!, Nancy viene uccisa, sono stati soprannominati "Nancy' Steps", in suo onore.[3]

## Teatro, cinema, televisione
| Anno | Nancy              | Media       | Titolo                                                                                       |
| ---- | ------------------ | ----------- | -------------------------------------------------------------------------------------------- |
| 1860 |                    | teatro      | Oliver Twist, Broadway premiere                                                              |
| 1869 | Lucille Western    | teatro      | Oliver Twist, Broadway revival                                                               |
| 1897 | Mabel Fenton       | cinema      | Death of Nancy Sykes, cortometraggio muto (USA, 1897)                                        |
| 1905 | Amelia Bingham     | teatro      | Oliver Twist, Broadway revival                                                               |
| 1909 | Elita Proctor Otis | cinema      | Oliver Twist, cortometraggio muto (USA, 1909), diretto da James Stuart Blackton              |
| 1910 |                    | cinema      | L'Enfance d'Oliver Twist, cortometraggio muto (Francia, 1910), diretto da Camille de Morlhon |
| 1912 | Beatrice Moreland  | cinema      | Oliver Twist, film muto (USA, 1912), prodotto dalla General Film Publicity & Sales Co.       |
| 1912 | Alma Taylor        | cinema      | Oliver Twist, film muto (GB, 1912), diretto da Thomas Bentley                                |
| 1912 | Constance Collier  | teatro      | Oliver Twist, Broadway revival                                                               |
| 1916 | Elsie Jane Wilson  | cinema      | Oliver Twist, film muto (USA, 1916), diretto da James Young                                  |
| 1919 | Sári Almási        | cinema      | Oliver Twist (Twist Olivér), film muto (Ungheria, 1919), diretto da Márton Garas             |
| 1921 | Irene Hunt         | cinema      | Oliver Twist Jr., film muto (USA, 1921), diretto da Millard Webb                             |
| 1922 | Gladys Brockwell   | cinema      | Oliviero Twist (Oliver Twist), film muto (USA, 1922), diretto da Frank Lloyd                 |
| 1933 | Doris Lloyd        | cinema      | Oliver Twist, film (USA, 1933), diretto da William J. Cowen                                  |
| 1948 | Kay Walsh          | cinema      | Le avventure di Oliver Twist (Oliver Twist), film (GB, 1948), diretto da David Lean          |
| 1955 |                    | televisione | Oliver Twist, sceneggiato TV (Brasile, 1955)                                                 |
| 1959 | Nancy Wickwire     | televisione | Oliver Twist, sceneggiato TV (USA, 1959), diretto da Daniel Petrie                           |
| 1960 |                    | televisione | Oliver Twist, sceneggiato TV (Brasile, 1960)                                                 |
| 1960 | Georgia Brown      | teatro      | Oliver!, musical (GB, 1960), musica e libretto di Lionel Bart, London premiere               |
| 1962 | Carmel McSharry    | televisione | Oliver Twist, mini-serie TV (GB, 1962), diretta da Eric Tayler                               |
| 1962 | Anne Doat          | televisione | Oliver Twist, mini-serie TV (Francia, 1962), diretta da Jean-Paul Carrère                    |
| 1963 | Georgia Brown      | teatro      | Oliver!, musical (GB, 1960), musica e libretto di Lionel Bart, Broadway premiere             |
| 1964 | Georgia Brown      | televisione | The Ed Sullivan Show, TV show (USA, 1964)                                                    |
| 1968 | Shani Wallis       | cinema      | Oliver!, film (GB, 1968), diretto da Carol Reed                                              |
| 1982 | Cherie Lunghi      | televisione | Oliver Twist, film TV (GB, 1982), diretto da Clive Donner                                    |
| 1983 | Jackie Marks       | teatro      | Oliver!, musical (GB, 1983), musica e libretto di Lionel Bart, London revival                |
| 1984 | Patti LuPone       | teatro      | Oliver!, musical (GB, 1994), musica e libretto di Lionel Bart, Broadway revival              |
| 1985 | Amanda Harris      | televisione | Oliver Twist, miniserie TV (GB, 1985), diretta da Gareth Davies                              |
| 1994 | Sally Dexter       | teatro      | Oliver!, musical (GB, 1994), musica e libretto di Lionel Bart, London revival                |
| 1997 | Antoine Byrne      | televisione | Oliver Twist, film TV (1997( diretto da Tony Bill                                            |
| 1999 | Emily Woof         | televisione | Oliver Twist, mini-serie TV (GB 1999), in 4 episodi, diretta da Renny Rye                    |
| 2002 | Lisa Werlinder     | televisione | Olivia Twist, mini-serie TV (Svezia, 2002), diretta da Jonas Cornell                         |
| 2003 |                    | cinema      | Twist, film (Canada, 2003), diretto da Jacob Tierney                                         |
| 2004 | Kim Engelbrecht    | cinema      | Boy Called Twist, film (Sud Africa, 2004), diretto da Tim Greene                             |
| 2005 | Leanne Rowe        | cinema      | Oliver Twist, film (GB, 2005), diretto da Roman Polański                                     |
| 2007 | Sophie Okonedo     | televisione | Oliver Twist, miniserie TV (GB-USA, 2007), diretta da Coky Giedroyc                          |
| 2009 | Jodie Prenger      | teatro      | Oliver!, musical (GB, 1960), musica e libretto di Lionel Bart, London revival                |
| 2015 | Bethany Muir       | televisione | Dickensian, serie televisiva (GB, 2015-16)                                                   |